# 电路域回退
电路域回退或称电路域回落（Circuit Switch Fallback，CSFB），是一项行動電話技术，能够在長期演進技術（LTE）网络发展早期为用户提供良好的语音服务。

## 来历
在4G LTE发展初期，数据业务由LTE网络处理，而语音业务则由现有的电路域网络处理。应用电路域回落技术，LTE终端平时注册于LTE网络内，当有电话呼入，或者需要向外打一个电话时，终端切换到3G或者2G的电路域网络。电话结束后，LTE终端重新注册回LTE网络，为用户提供数据业务。LTE只提供数据业务，当发起或者接受语音呼叫时，回落到CS域进行处理。运营商无需部署IP多媒體子系統（IMS），只需要升级MSC就可以支持。这是一种快速提供业务的方案，但缺点是呼叫接续速度慢。CSFB适合作为IMS部署之前的过渡方案，另外还可以用来解决LTE手机漫游的语音呼叫问题，在拜访地网络没有部署IMS，或者IMS漫游协议尚未应用的情况下，CSFB可以为漫入的LTE用户提供语音业务。支持电路域回落技术的终端处于多模单待状态，不需要同时监视4G LTE网络和3G/2G电路域网络的状态，具有体积小、省电、漫游方便、内部结构简单、成本低廉等优势。

## 实现方法
实现电路域回退有两种方法：
- 切换（Handover）方式，能实现较快的呼叫建立和较短的时延；
- 重定向（Redirection）方式。

## 其他方案
LTE语音业务的最终解决方案是基于IMS平台的VoLTE。在VoLTE架构下，终端依然需要CSFB技术实现无缝漫游。